# Campanula marchesettii
Campanula marchesettii är en klockväxtart som beskrevs av Johanna A. Witasek. Campanula marchesettii ingår i släktet blåklockor, och familjen klockväxter. Inga underarter finns listade i Catalogue of Life.